# 1206 w polityce

Czyngis-chan, twórca Imperium Mongolskiego

Wydarzenia polityczne w 1206 roku.

## Wydarzenia
- 20 sierpnia - po potwierdzeniu wiadomości o śmierci Baldwina I regent Henryk z Hainaut zostaje w Konstantynopolu koronowany na cesarza Cesarstwa Łacińskiego[1].
- Temudżyn zostaje uznany za władcę wszystkich Mongołów. Odtąd będzie nazywany Czyngis-chanem[2].
- Spór o inwestyturę pomiędzy Władysławem Laskonogim a abpem Henrykiem Kietliczem, wygnanie z kraju Kietlicza i popierającego go Władysława Odonica[3][4].

## Urodzili się
- Bela IV, król Węgier[5].